# Белорусский (Псковская область)
Белорусский — посёлок в Пыталовском районе Псковской области России. Административный центр Утроинской волости (до 2015 года был центром ныне упразднённой Тулинской волости).

## География
Посёлок расположен в 9 км к юго-западу от города Пыталово.

## История
Решение Псковского облисполкома от 22 марта 1982 года № 132 зарегистрирован вновь возникший населённый пункт на территории совхоза «Белорусский» в Пыталовском районе и присвоено ему наименования Белорусский.

## Население
| 2001 | 2002  | 2010 |
| ---- | ----- | ---- |
| 1262 | ↘1024 | ↘942 |